# Чемпіонат Європи з академічного веслування 2022
Чемпіонат Європи з академічного веслування 2022 відбувся з 11 по 14 серпня 2022 року в Мюнхені (Німеччина), в рамках мультиспортивного чемпіонату Європи.

## Медальний залік
*   Країна-господарка ( Німеччина)
| Місце                | Країна               | Золото | Срібло | Бронза | Загалом |
| -------------------- | -------------------- | ------ | ------ | ------ | ------- |
| 1                    | Велика Британія      | 6      | 3      | 1      | 10      |
| 2                    | Румунія              | 5      | 0      | 3      | 8       |
| 3                    | Італія               | 4      | 2      | 3      | 9       |
| 4                    | Нідерланди           | 2      | 4      | 3      | 9       |
| 5                    | Греція               | 1      | 3      | 0      | 4       |
| 6                    | Україна              | 1      | 1      | 2      | 4       |
| 7                    | Ірландія             | 1      | 1      | 0      | 2       |
| 8                    | Норвегія             | 1      | 0      | 0      | 1       |
| 8                    | Угорщина             | 1      | 0      | 0      | 1       |
| 8                    | Хорватія             | 1      | 0      | 0      | 1       |
| 11                   | Франція              | 0      | 3      | 0      | 3       |
| 12                   | Німеччина*           | 0      | 1      | 2      | 3       |
| 13                   | Іспанія              | 0      | 1      | 1      | 2       |
| 13                   | Польща               | 0      | 1      | 1      | 2       |
| 15                   | Туреччина            | 0      | 1      | 0      | 1       |
| 16                   | Швейцарія            | 0      | 0      | 2      | 2       |
| 17                   | Болгарія             | 0      | 0      | 1      | 1       |
| 17                   | Литва                | 0      | 0      | 1      | 1       |
| Загалом (18 збірних) | Загалом (18 збірних) | 23     | 21     | 20     | 64      |

## Результати

### Чоловіки
| Дистанція      | Золото | Золото        | Срібло | Срібло           | Бронза | Бронза           |
| Відкрита вага  | Відкрита вага | Відкрита вага | Відкрита вага | Відкрита вага    | Відкрита вага | Відкрита вага    |
| -------------- | --- | ------------- | --- | ---------------- | --- | ---------------- |
| Парні одиночки | Мелвін Твеллар Нідерланди | 7:14.72       | Стефанос Дускос Греція | 7:15.01          | Крістіан Василєв Болгарія | 7:16.37          |
| Парні двійки   | Хорватія Мартін Сінкович Валент Сінкович | 6:35.93       | Іспанія Родріго Конде Алейс Гарсія | 6:38:46          | Литва Армандас Кельмеліс Довидас Немеравічюс | 6:42.11          |
| Парні четвірки | Італія Ніколо Каруччі Андреа Паніцца Лука К'юменто Джакомо Джентілі                                                                           | 6:06.77       | Польща Домінік Чая Матеуш Біскуп Мірослав Зентарський Фабіан Баранський                                                                           | 6:07.85          | Румунія Міхай Чіруте Чипріан Тудосе Йоан Прундяну Мар'ян Енаке | 6:08.27          |
| Двійки         | Румунія Маріус Козмюк Серджіу Бежан | 6:44.28       | Велика Британія Олівер Вінне-Гріффіт Томас Джордж                                                                                                 | 6:46.52          | Іспанія Хайме Каналехо Хав'єр Гарсія | 6:49.13          |
| Четвірки       | Велика Британія Вілліям Стюарт Сем Нанн Метт Олдрідж Фредді Девідсон                                                                          | 6:15.43       | Нідерланди Ралф Рінкс Рубен Кнаб Сандер де Грааф Рік Ріенкс                                                                                       | 6:17.69          | Румунія Міхейце Цигенеску Мугурел Семчюк Штефан Бераріу Флорін Лехачі | 6:19.49          |
| Вісімки        | Велика Британія Рорі Ґіббс Морґан Болдінґ Девід Бевіке-Коплей Шолто Карнеґі Чарльз Елвз Томас Діґбі Джеймс Рудкін Томас Форд Гаррі Брайтмор c | 5:49.67       | Нідерланди Нікі ван Спренг Леннарт ван Лієроп Абе Вірсма Якоб ван де Керкгоф Мікель Ментел Мік Маккер Гуус Моллі Гійом Кромменхук Діувке Феттер c | 5:54.21          | Італія Вінченцо Аббаньяле Чезаре Габбія Емануеле Гаетані Лізео Маттео Лодо Марко Ді Костанцо Маттео Кастальдо Джузеппе Вічіно Леонардо П’єтра Капріна Енріко Д'Анієлло c | 5:55.08          |
| Легка вага     | |               | |                  | |                  |
| Парні одиночки | Антоніос Папаконстантіну Греція | 7:21.84       | Габріель Соарес Італія | 7:24.21          | Андрі Струціна Швейцарія | 7:31.23          |
| Парні двійки   | Ірландія Фінтан Маккарті Пол О'Донован | 6:34.72       | Італія П'єтро Рута Стефано Оппо | 6:38.40          | Швейцарія Ян Шаубле Ральф Агумада Іреланд | 6:39.67          |
| Парні четвірки | Італія Антоніо Вісіно Мартіно Горетті Нілс Торре Патрік Рочек                                                                                 | 6:17.83       | Не нагороджували | Не нагороджували | Не нагороджували | Не нагороджували |
| Двійки         | Угорщина Бенце Сабо Калман Фурко | 7:17.04       | Туреччина Енес Єніпазарлі Байрам Сонмез | 7:25.55          | Не нагороджували | Не нагороджували |

### Жінки
| Дистанція      | Золото | Золото        | Срібло | Срібло           | Бронза | Бронза           |
| Відкрита вага  | Відкрита вага | Відкрита вага | Відкрита вага | Відкрита вага    | Відкрита вага | Відкрита вага    |
| -------------- | --- | ------------- | --- | ---------------- | --- | ---------------- |
| Парні одиночки | Каролін Флорейн Нідерланди |               | Євангелія Анастасіаду Греція |                  | Александра Фостер Німеччина |                  |
| Парні двійки   | Румунія Ніколета-Анкуца Боднар Сімона Радіш | 7:14.85       | Нідерланди Рос де Йонґ Лайла Юссіфу | 7:21.84          | Італія Кірі Тонтодонаті Стефанія Гоббі | 7:23.04          |
| Парні четвірки | Велика Британія Джессіка Лейден Лола Андерсон Джорджина Брейшоу Люсі Гловер                                                                                | 6:49.21       | Нідерланди Ніка Йоханна Вос Тесса Дюллеманс Ільзе Колкман Бенте Пауліс                                                                              | 6:52.52          | Україна Дарина Верхогляд Наталія Довгодько Катерина Дудченко Євгенія Довгодько                                                                      | 6:53.76          |
| Двійки         | Румунія Йоана Вринчану Деніса Тільвеску | 7:34.41       | Велика Британія Емілі Форд Есме Бут | 7:36.20          | Нідерланди Їмк'є Клеверінґ Веронік Местер | 7:39.49          |
| Четвірки       | Велика Британія Хейді Лонг Рован Маккеллар Саманта Редґрейв Ребекка Шортен                                                                                 | 6:50.92       | Ірландія Наталі Лонг Ефрік Кіог Тара Хенлон Еймер Ламб                                                                                              | 6:52.99          | Румунія Мадаліна Береш Юліана Бухуш Марія-Магдалена Русу Амалія Береш                                                                               | 6:53.83          |
| Вісімки        | Румунія Марія-Магдалена Русу Юліана Бухуш Ніколета-Анкуца Боднар Деніса Тільвеску Мадаліна Береш Амалія Береш Йоана Вринчану Сімона Радіш Адріан Мунтяну c | 6:26.38       | Велика Британія Ребекка Едвардс Лорін Ервін Емілі Форд Есме Бут Саманта Редґрейв Ребекка Шортен Рован Маккеллар Хейді Лонг Морган Бейхем-Вілльямс c | 6:28.02          | Нідерланди Бенте Бонстра Лайла Юссіфу Гермейнтче Дрент Марлус Олденбурґ Рос де Йонґ Тінка Офферейнс Їмк'є Клеверінґ Веронік Местер Анік ван Вінін c | 6:35.68          |
| Легка вага     | |               | |                  | |                  |
| Парні одиночки | Йонела-Лівія Козмюк Румунія | 8:04.41       | Зої Фіціу Греція | 8:09.21          | Мартіна Велдгюс Нідерланди | 8:10.20          |
| Парні двійки   | Велика Британія Емілі Крейґ Імоджен Ґрант | 7:27.82       | Франція Лора Тарантола Клер Бове | 7:33.33          | Ірландія Аойфе Кейсі Маргарет Кремен | 7:36.87          |
| Парні четвірки | Італія Джулія Міньнемі Паола П'яццола Сільвія Кросіо Аріанна Носеда                                                                                        | 6:58.48       | Не нагороджували | Не нагороджували | Не нагороджували | Не нагороджували |

### Паравеслування
| Дистанція                     | Золото                                                                                       | Золото   | Срібло                                                                | Срібло   | Бронза                                                                  | Бронза   |
| ----------------------------- | -------------------------------------------------------------------------------------------- | -------- | --------------------------------------------------------------------- | -------- | ----------------------------------------------------------------------- | -------- |
| PR1 парні одиночки — чоловіки | Джакомо Періні Італія                                                                        | 9:38.48  | Роман Полянський Україна                                              | 9:46.44  | Бенджамін Прітчард Велика Британія                                      | 9:53.75  |
| PR1 парні одиночки — жінки    | Бірґіт Скарстейн Норвегія                                                                    | 10:59.89 | Мануела Дінінг Німеччина                                              | 11:07.89 | Анна Шеремет Україна                                                    | 11:18.55 |
| PR2 — змішані парні двійки    | Україна Світлана Богуславська Ярослав Коюда                                                  | 8:53.72  | Франція Перл Будж Стефан Тардо                                        | 8:57.95  | Польща Йоланта Майка Міхал Гадовський                                   | 9:02.88  |
| PR3 — змішані четвірки        | Велика Британія Вранческа Аллен Гідре Ракаускайте Едвард Фуллер Олівер Стенгоуп Ерін Кеннеді | 7:06.73  | Франція Еріка Созо Марго Буле Жером Амлен Лорен Кадо Емілі Аквістапас | 7:26.06  | Німеччина Ян Гельміг Сюзанн Лакнер Марк Лембек Кетрін Маршанд Інга Тоне | 7:33.17  |

## Країни-учасниці
- Австрія (12)
- Азербайджан (1)
- Бельгія (6)
- Болгарія (3)
- Велика Британія (50)
- Греція (11)
- Данія (19)
- Естонія (7)
- Ізраїль (3)
- Ірландія (22)
- Іспанія (22)
- Італія (58)
- Литва (13)
- Молдова (2)
- Монако (1)
- Нідерланди (35)
- Німеччина (67)
- Норвегія (20)
- Польща (24)
- Португалія (2)
- Румунія (34)
- Сербія (5)
- Словаччина (2)
- Словенія (7)
- Туреччина (4)
- Угорщина (13)
- Україна (20)
- Фінляндія (4)
- Франція (30)
- Хорватія (5)
- Чехія (17)
- Швейцарія (24)
- Швеція (8)